# Emelle
Emelle – miasto w Stanach Zjednoczonych, w stanie Alabama, w hrabstwie Sumter. W roku 2023 miasto zamieszkiwały 24 osoby, a gęstość zaludnienia wynosiła 40 osób/km².